# Barnsteenroute

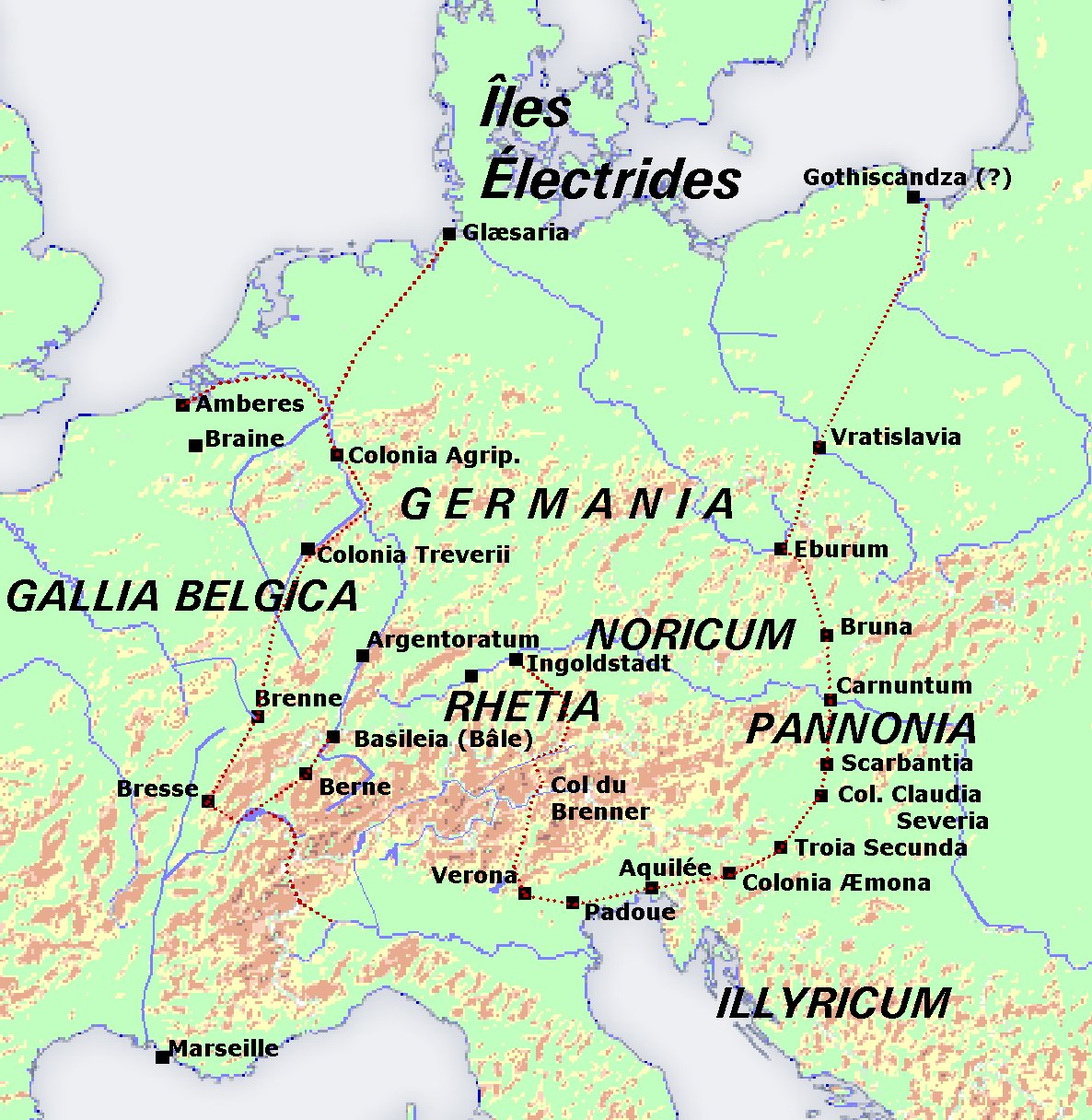
Barnsteenroutes

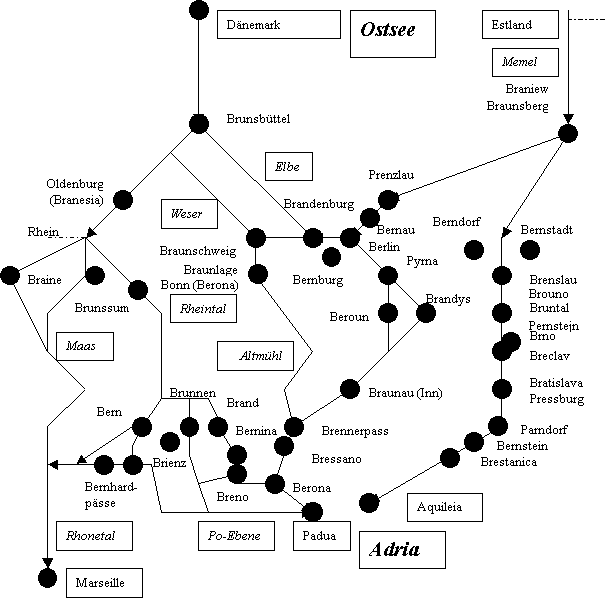
Schematische routeweergave.

Een barnsteenroute was een handelsroute uit de oudheid, waarlangs het barnsteen van de vindplaatsen aan de Oostzee en Noordzee (Denemarken) naar afnemers in het Middellandse Zeegebied werd getransporteerd.
Alleen de route in Oostenrijk, de Alpenroute en de weg ten zuiden van de Alpen zijn goed gedocumenteerd. De handelaars namen met de kostbare vracht steeds de veiligste weg, die van tijd tot tijd veranderde. Bij gelijkwaardige keuzes gaf men echter de voorkeur voor een rivierdal of veilige pleisterplaatsen voor de overnachtingen.
De hoofdroutes worden ingedeeld aan de hand van de doorsteek van grote rivieren door gebergtes:
- In het westen de Maasvallei (doorsteek door de Ardennen), en het Rijndal (doorsteek door de Hunsrück bij de Lorelei),
- in het midden de Altmühl en de Elbe (doorsteek bij Dresden),
- in het oosten volgt de weg gedeeltelijk de Oder en de Weichsel.

## Zeeroute
Ook in Engeland werd barnsteen gewonnen. De meest westelijke vindplaats bevond zich bij het kustplaatsje Cromer in het noordoosten van het graafschap Norfolk. Vandaar werd het barnsteen via een zeeroute uitgevoerd naar de kapitaalkrachtige afnemers aan de Middellandse Zee.

## Opbrengstcijfers der barnsteenwinning
De hoogste productiecijfers van de barnsteenwinning aan de Oostzeekust voor de Tweede Wereldoorlog bedroegen in het jaar 1926 meer dan 499 ton barnsteen. Rond 1860 heeft de mijnbouwkundige Runge, berekend dat in de loop van de afgelopen 3000 jaar ongeveer 1200 ton barnsteen door rapen en zeven aan het strand moet zijn verzameld. Alleen al bij het kustplaatsje Rauschen in het noordelijke Samland werd binnen twee stormachtige dagen van het jaar 1931 meer dan 750 kilogram barnsteen aan het strand gevonden.